# حلحل (الطفة)

تعديل مصدري - تعديل

حلحل هي إحدى قرى عزلة ال هياش بمديرية الطفة التابعة لمحافظة البيضاء، بلغ تعداد سكانها 32 نسمة حسب تعداد اليمن لعام 2004.